# Nadine Sierra
Nadine Sierra, přechýleně Sierraová, (* 14. května 1988 Fort Lauderdale, Florida) je americká operní pěvkyně – sopranistka, která se v roce 2009 stala nejmladší vítězkou grandfinále pěvecké soutěže Metropolitan Opera National Council Auditions v New Yorku.

## Pěvecká kariéra
Narodila se roku 1988 ve floridském Fort Lauderdale. Zpěv studovala na konzervatoři Mannes School of Music, sídlící na manhattanské Upper West Side a také na konzervatoři Music Academy of the West v kalifornské Santa Barbaře, kde byla garantem programu operního zpěvu mezzosopranistka Marilyn Horneová. Na této hudební škole se stala vůbec nejmladší vítězkou pěvecké soutěže známé jako Marilyn Horne Foundation Awards Competition.
Ve čtrnácti letech byla přijata do programu pro mladé umělce v Opeře Palm Beach, kde debutovala o dva roky později rolí spací víly Hajaja v Humperdinckově opeře Perníková chaloupka. Jako patnáctiletá se objevila v národním americkém programu From the Top, organizovaném National Public Radio a vysílaném v rozhlase, pro talentované dětské hudebníky interpretující vážnou hudbu. V pořadu přednesla sopránovou árii „O mio babbino caro“ z Pucciniho komické opery Gianni Schicchi. V roce 2010 se vrátila do From the Top, nahrávaného ve vermontském Burlingtonu s doprovodným komentářem Marilyn Horneové.
V květnu 2009 odzpívala sólový part a duet s Thomasem Hampsonem v budově Nejvyššího soudu Spojených států na zasedání soudcovských komor. V témže roce si odvezla druhé místo z Mezinárodní pěvecké soutěže Mirjam Helinové v Helsinkách. Ve finské metropoli také prožila svůj koncertní debut. Během října 2009 pak zpívala v rámci programu Středozemní plavby Marilyn Horneové na lodi mířící ke břehům Itálie, Chorvatska, Turecka a Řecka. V březnu 2010 se představila v koncertním sálu tokijské konzervatoře Musashino Academia Musicae.
V produkci newyorského spolku Gotham Chamber Opera nastudovala postavu princezny v Montsalvatgeově opeře El gato con botas na prknech divadelní scény New Victory Theater, ležící na manhattanské 42nd Street. V lednu 2011 se vrátila do Palmbeachského operního domu titulní rolí v Gluckově díle Orfeus a Eurydika. Květen 2011 jí přinesl úlohu Tytanie v opeře Benjamina Brittena Sen noci svatojánské a to na scéně Bostonské lyrické opery. V témže měsíci získala roční podporu na rozvoj kariéry obdržením stipendia Adler Fellowship od Sanfranciské opery a v květnu 2012 se pak zúčastnila na prknech tohoto domu světové premiéry Theofanidisovy opery Heart of a Soldier po boku Thomase Hampsona. V lednu 2012 ztvárnila charakter Gildy ve Verdiho Rigolettu v produkci Floridské Grand Opery.
Spisovatel Nick Romeo sopranistce věnoval kapitolu „Journeys“ v knize Driven: Six Incredible Musical Journeys.
1. ledna 2016 vystoupila s italským pěvcem Stefanem Seccou na Benátském novoročním koncertu v divadle La Fenice. Na prknech milánské La Scaly zpívala roli Gildy v Rigolettu po boku italského baritonisty Lea Nucciho. Rok 2017 otevřela přednesem na novoročním koncertu v palermském Teatro Massimo. V březnu pak odehrála šest představení v newyorské Metropolitní opeře jako Ilia v Mozartově Idomeneu. Debutem se pro ni v Metropolitní opeře stala Gulda v Rigolettu, premiérovaná v říjnu 2015.
V dubnu 2017 se stala vítězkou ceny Richarda Tuckera, jejíž udělení proběhlo 10. prosince na galavečeru v Carnegie Hall. 1. ledna 2019 zpívala Nadine Sierra opět při novoročním koncertu v Benátkách.